# La canción del mar
La canción del mar (en inglés Song of the Sea, en francés Le chant de la mer) es una película animada irlandesa de fantasía estrenada en 2014, producida por Cartoon Saloon y dirigida por Tomm Moore. La película, hecha con el sistema tradicional de animación, empezó su producción antes del lanzamiento de El secreto del libro de Kells (2009), estrenada en el Festival Internacional de Cine de Toronto el 6 de septiembre de 2014. La película fue nominada para el Premio de Academia a la mejor película de animación en la edición 87 de los Premios Óscar (2015).

## Argumento
En octubre de 1981, en una isla de la costa de Irlanda vive el guardafaro Conor, junto a su hijo Ben, su esposa Bronagh, quién está a la espera su segundo niño, y su Bobtail Cú. Bronagh inesperadamente abandona a su familia, dejando atrás a su hija recién nacida Saoirse. Seis años más tarde, Conor es un desolado, Saoirse aún no ha pronunciado una sola palabra, y Ben ha crecido resentido con su hermana, asociando su llegada con la desaparición de su madre. La familia es entonces visitada por la abuela de los niños por el cumpleaños de Saoirse. Esa noche, Ben asusta a Saoirse con una historia de Mac Lir el gigante y su madre Macha la Bruja Búho, quién robó sus sentimientos y lo convirtió en piedra. Más tarde esa misma noche, Saoirse toca una concha hecha instrumento de viento que Bronagh le regaló a Ben, y ésta la conduce a un abrigo blanco de piel de foca que estaba escondido en un viejo baúl. Saoirse se pone el abrigo y es conducida al océano por unas focas. Entonces entra al mar y se convierte en un selkie blanco. Después de nadar con las focas, definitivamente su abuela lo encontró totalmente mojada y llevada por ella a tierra firme, quién insiste que debe llevarse a los niños porque no es seguro para ellos vivir tan cerca al mar. Conor a regañadientes está de acuerdo a pesar de las protestas de Ben, especialmente porque Cú no puede ir con ellos. Una vez se fueron los niños, Conor toma el baúl en donde está el abrigo y lo tira al mar junto con su llave.
La noche siguiente en Halloween, Saoirse toca de nuevo la concha, alertando un grupo de criaturas mágicas que acuden a su presencia. Ben y Saoirse intentan viajar de régreso a casa, pero se topan con estas criaturas los cuales se llevan a Saoirse seguida por su hermano, con el deseo que cante la Canción del Mar y así liberar a todos sus hermanos y poder viajar de regreso a Tír na nÓg. Desafortunadamente, son atacados por búhos de Macha que convierte a los hadas en piedra. Los hermanos logran escapar y toman el autobús que los llevaría de regreso al puerto, pero bajan antes por corazonada de Saoirse, se adentran en el bosque en donde se reúnen con Cú quien los siguió a la ciudad. Desafortunadamente, sin su abrigo, Saoirse rápidamente se va enfermando, mientras su cabello se torna blanco. Saoirse se adentra en un pozo seguida por Cú y Ben, pero Ben los pierde, es cuando él conoce al Gran Seanachai, un hada cuyo cabello y barba crecen desmesuradamente albergando en ellos recuerdos. Seanachai le dice a Ben que su hermana ha sido secuestrada por los búhos de Macha y le da al chico uno de sus cabellos que lo dirigirá a la casa de la bruja, y en el trayecto ve el recuerdo de la noche en que su madre desapareció y se da cuenta de que Bronagh es también una selkie, entonces se da cuenta de cuán injusto ha sido con Saoirse todos estos años. Ben llega a la casa de Macha, ya adentro la encuentra sentada en un sillón y se da cuenta de que no es la villana que imaginaba, porque Macha lo que hace es quitar el sufrimiento y el dolor, incluso el de su hijo, Mac Lir el gigante, a quien convirtió en piedra para que no sufriera más, y que coincide con un islote cerca del faro. Ella está determinada quitar el sufrimiento y la angustia de todos, incluso el de ella misma.
Ben se dirige a rescatar a Saoirse entregándole la concha, con la cual se liberan los sentimientos de Macha, quien los ayuda a llegar rápidamente al mar enviándoles como compañía los perros espirituales de Mac Lir. Los niños llegan al faro durante una tormenta, Ben le pregunta a Conor sobre el paradero del abrigo y él le responde que lo tiró al mar, coge a los niños y a Cú y los sube a una embarcación con el propósito de llevar a Saoirse a un hospital, al tiempo que la abuela nota que no están los niños y se apresura a buscarlos. Ben se sumerge en el mar en busca del baúl con el abrigo los cuales recupera con ayuda de unas focas. Conor saca del agua a Ben, le coloca el abrigo a Saoirse y llegan al islote en donde está Mac Lir. Saoirse empieza a cantar la Canción del Mar recupera su salud al tiempo que todos los seres son liberados de sus piedras, incluyendo a Mac Lir y sus perros, Macha y Seanachai, quienes se dirigen a Tír na nÓg. Bronagh aparece con la triste noticia que ella y Saoirse tienen que partir también. Aun así, como Saoirse es mitad humana, tiene la posibilidad de decidir si irse con ella o quedarse con su padre, a lo que Saoirse decide quitarse el abrigo y quedarse con su padre y su hermano. Bronagh se despide de su familia y se marcha, entonces los tres se van de régreso a la isla del faro, en donde se reúnen con la abuela que estaba preocupada, y decide entonces que los niños se pueden quedar con su padre.

## Actores originales
| Personajes            | Irlanda           |
| --------------------- | ----------------- |
| Abuela                | Fionnula Flanagan |
| Macha                 | Fionnula Flanagan |
| Ben (Adulto)          | David Rawle       |
| Ben (Niño)            | Kevin Swierszcz   |
| Bronagh               | Lisa Hannigan     |
| Conductor del Autobús | Liam Hourican     |
| Spud                  | Liam Hourican     |
| Conor                 | Brendan Gleeson   |
| Mac Lir               | Brendan Gleeson   |
| Dan                   | Jon Kenny         |
| Senachai              | Jon Kenny         |
| Lug                   | Pat Shortt        |
| Mossy                 | Colm Ó Snodaigh   |
| Saoirse               | Lucy O'Connell    |

## Actores de doblaje (en cada país)
| Personajes            | España                  | Francia                |
| --------------------- | ----------------------- | ---------------------- |
| Abuela                | Amalia Gómez            | Nathalie Homs          |
| Macha                 | Amalia Gómez            | Nathalie Homs          |
| Ben (Adulto)          | Beatriz Bravo           | Jean-Stan DuPac        |
| Ben (Niño)            | Martina Amigo Armstrong | Thisbée Vidal-Lefebvre |
| Bronagh               | Ruth Pazo Olivares      | Nolwenn Leroy          |
| Conductor del Autobús | Matías Brea             | -                      |
| Conor                 | Norberto Vilanova       | Patrick Béthune        |
| Mac Lir               | Norberto Vilanova       | -                      |
| Dan                   | Juan Diéguez            | -                      |
| Senachai              | Juan Diéguez            | -                      |
| Lug                   | Santiago Salorio        | Cyrille Artaux         |
| Mossy                 | Juan Carballido         | Marc Pérez             |
| Saoirse               | Martina Amigo Armstrong | -                      |
| Spud                  | Nacho Castaño           | Pascal Sellem          |

## Banda sonora
Toda la música compuesta por Bruno Coulais y Kíla, excepto pistas 24-25 por Nolwenn Leroy. 
| Song of the Sea (Original Motion Picture Soundtrack) |                                                                                 |          |  |
| N.º                                                  | Título                                                                          | Duración |  |
| 1.                                                   | «Song of the Sea» (interpretación por Lisa Hannigan)                            | 2:42     |  |
| 2.                                                   | «The Mother's Portrait»                                                         | 2:26     |  |
| 3.                                                   | «The Sea Scene»                                                                 | 2:42     |  |
| 4.                                                   | «The Song» (interpretación por Lisa Hannigan y Lucy O'Connell)                  | 5:16     |  |
| 5.                                                   | «The Key in the Sea»                                                            | 0:59     |  |
| 6.                                                   | «The Derry Tune»                                                                | 1:58     |  |
| 7.                                                   | «In the Streets»                                                                | 1:05     |  |
| 8.                                                   | «Dance with the Fish»                                                           | 2:05     |  |
| 9.                                                   | «The Seals»                                                                     | 0:45     |  |
| 10.                                                  | «Something Is Wrong» (interpretación por Lisa Hannigan)                         | 2:04     |  |
| 11.                                                  | «Run»                                                                           | 2:31     |  |
| 12.                                                  | «Head Credits» (interpretación por Lisa Hannigan)                               | 1:44     |  |
| 13.                                                  | «Get Away»                                                                      | 1:18     |  |
| 14.                                                  | «Help»                                                                          | 2:33     |  |
| 15.                                                  | «Sadness»                                                                       | 1:06     |  |
| 16.                                                  | «Molly»                                                                         | 1:05     |  |
| 17.                                                  | «I Hate You»                                                                    | 1:33     |  |
| 18.                                                  | «Who Are You»                                                                   | 1:19     |  |
| 19.                                                  | «The Storm»                                                                     | 1:55     |  |
| 20.                                                  | «Katy's Tune»                                                                   | 3:30     |  |
| 21.                                                  | «In the Bus» (interpretación por Lisa Hannigan)                                 | 0:44     |  |
| 22.                                                  | «The Thread» (interpretación por Lisa Hannigan)                                 | 2:24     |  |
| 23.                                                  | «Amhrán Na Farraige» (interpretación por Lisa Hannigan)                         | 2:45     |  |
| 24.                                                  | «Song of the Sea (Lullaby)» (interpretación por Nolwenn Leroy)                  | 3:46     |  |
| 25.                                                  | «La chanson de la mer (berceuse)» (interpretación en francés por Nolwenn Leroy) | 3:47     |  |

## Lanzamiento
Song of the Sea se estrenó en el Festival Internacional de Cine de Toronto el 6 de septiembre de 2014 en el programa TIFF Kids. En cines se estrenó en Francia, Bélgica y Luxemburgo el 10 de diciembre de 2014. De manera limitada se estrenó en América del Norte el 19 de diciembre de 2014, y recibió la nominación a los Premios de la Academia. Su lanzamiento en Irlanda se realizó el 10 de julio de 2015.

## Recepción
La crítica ha recibido esta película con opiniones mayoritariamente positivas. Todd Brown, fundador y editor de Twitch Film, en su reseña dio una calificación positiva, indicando que es «un cuento que enamora, es una obra de arte absolutamente magnífica con personajes matizados y un profundo pero natural arraigo en la cultura antigua de los cuentos y la magia, Song Of The Sea tiene una calidad asegurada e intemporal».
En el sitio web especializado Rotten Tomatoes, la película tiene un 99% de aceptación basada en 68 reseñas de críticos. También tiene una puntuación de 86 de 100 en Metacritic basada en 22 reseñas.

## Premios
| Año  | Premio                                                                           | Categoría                                      | Receptores y candidatos                                           | Resultados |
| ---- | -------------------------------------------------------------------------------- | ---------------------------------------------- | ----------------------------------------------------------------- | ---------- |
| 2014 | Premios de Academia                                                              | Mejor película de animación                    | Song of the Sea                                                   | Nominada   |
| 2014 | El Festival Internacional des Voix du Cinéma d'Animación (Port Leucate, Francia) | Premio Especial del Jurado                     | Song of the Sea                                                   | Ganadora   |
| 2014 | Premios Annie                                                                    | Mejor película de animación                    | Tomm Moore, Paul Young                                            | Nominados  |
| 2014 | Premios Annie                                                                    | Diseño de personaje en una producción animada  | Tomm Moore, Marie Thorhauge, Sandra Anderson, Rosa Ballester Cabo | Nominados  |
| 2014 | Premios Annie                                                                    | Dirección de una producción animada            | Tomm Moore                                                        | Nominado   |
| 2014 | Premios Annie                                                                    | Música en una producción animada               | Bruno Coulais y Kíla                                              | Nominados  |
| 2014 | Premios Annie                                                                    | Diseño de producción en una producción animada | Adrien Merigeau                                                   | Nominado   |
| 2014 | Premios Annie                                                                    | Guion en una producción animada                | Will Collins                                                      | Nominado   |
| 2014 | Premios Annie                                                                    | Edición en una producción animada              | Darragh Byrne                                                     | Nominado   |
| 2015 | Premios César                                                                    | Mejor Película de Animación                    | Song of the Sea (Le Chant de la Mer) de Tomm Moore                | Nominada   |
| 2015 | Premios Satélite                                                                 | Mejor película o corto animado                 | Song of the Sea                                                   | Ganadora   |
| 2015 | Premios al cine y televisión irladesa                                            | Mejor película                                 | Song of the Sea                                                   | Ganadora   |
| 2015 | Premios al cine y televisión irladesa                                            | Mejor guion de película                        | Will Collins                                                      | Nominado   |